# Saint-Martin-de-Coux
Saint-Martin-de-Coux és un municipi francès situat al departament del Charente Marítim i a la regió de la Nova Aquitània. L'any 2007 tenia 396 habitants.

## Demografia

### Població
El 2007 la població de fet de Saint-Martin-de-Coux era de 396 persones. Hi havia 164 famílies de les quals 36 eren unipersonals (12 homes vivint sols i 24 dones vivint soles), 72 parelles sense fills, 44 parelles amb fills i 12 famílies monoparentals amb fills.
La població ha evolucionat segons el següent gràfic:
Habitants censats

### Habitatges
El 2007 hi havia 205 habitatges, 166 eren l'habitatge principal de la família, 15 eren segones residències i 24 estaven desocupats. Tots els 204 habitatges eren cases. Dels 166 habitatges principals, 140 estaven ocupats pels seus propietaris, 23 estaven llogats i ocupats pels llogaters i 3 estaven cedits a títol gratuït; 9 tenien dues cambres, 17 en tenien tres, 46 en tenien quatre i 94 en tenien cinc o més. 113 habitatges disposaven pel capbaix d'una plaça de pàrquing. A 59 habitatges hi havia un automòbil i a 87 n'hi havia dos o més.

### Piràmide de població
La piràmide de població per edats i sexe el 2009 era:
| Homes | Edats   | Dones |
| ----- | ------- | ----- |
| 0     | 95 o +  | 0     |
| 0     | 90 a 94 | 4     |
| 0     | 85 a 89 | 0     |
| 0     | 80 a 84 | 4     |
| 8     | 75 a 79 | 12    |
| 32    | 70 a 74 | 16    |
| 8     | 65 a 69 | 24    |
| 16    | 60 a 64 | 16    |
| 8     | 55 a 59 | 8     |
| 8     | 50 a 54 | 8     |
| 16    | 45 a 49 | 8     |
| 20    | 40 a 44 | 4     |
| 12    | 35 a 39 | 16    |
| 4     | 30 a 34 | 4     |
| 4     | 25 a 29 | 8     |
| 8     | 20 a 24 | 8     |
| 16    | 15 a 19 | 4     |
| 16    | 10 a 14 | 4     |
| 16    | 5 a 9   | 8     |
| 4     | 0 a 4   | 4     |

## Economia
El 2007 la població en edat de treballar era de 229 persones, 154 eren actives i 75 eren inactives. De les 154 persones actives 133 estaven ocupades (71 homes i 62 dones) i 21 estaven aturades (8 homes i 13 dones). De les 75 persones inactives 31 estaven jubilades, 20 estaven estudiant i 24 estaven classificades com a «altres inactius».

### Ingressos
El 2009 a Saint-Martin-de-Coux hi havia 153 unitats fiscals que integraven 367 persones, la mediana anual d'ingressos fiscals per persona era de 14.087 €.

### Activitats econòmiques
Dels 10 establiments que hi havia el 2007, 2 eren d'empreses alimentàries, 6 d'empreses de construcció, 1 d'una empresa de transport i 1 d'una empresa immobiliària.
Dels 5 establiments de servei als particulars que hi havia el 2009, 1 era un paleta, 1 guixaire pintor i 3 fusteries.
L'únic establiment comercial que hi havia el 2009 era una fleca.
L'any 2000 a Saint-Martin-de-Coux hi havia 24 explotacions agrícoles que ocupaven un total de 448 hectàrees.

## Equipaments sanitaris i escolars
El 2009 hi havia una escola maternal integrada dins d'un grup escolar amb les comunes properes formant una escola dispersa.

## Poblacions més properes
El següent diagrama mostra les poblacions més properes.